# Coliseum (Barcelona)
El Coliseum es un teatro de Barcelona, España. Fue inaugurado en 1923 como sala de exhibición cinematográfica, actividad que mantuvo hasta 2006. Pertenece al Grupo Balañá, actualmente tiene capacidad para 1.689 personas. Ubicado en la Gran Vía de las Cortes Catalanas, 595, el edificio es una muestra significativa de la arquitectura monumentalista de los años 1920 y está catalogado como Bien Cultural de Interés Local.

## Historia
Su construcción fue promovida en 1919 por la empresa Metropolitan, sociedad impulsada por José Solá, editor de Mundo cinematográfico, Victoriano Saludes, Carlos Maristany, marqués de Argentera, Ramon Almirall Trius, Enrique Buxeres Bultó, Antonio Feliu Prats, Juan Valldaura Carbonell y Julio Morín Labbe, con un capital inicial de 2.000.000 de pesetas. El edificio se levantó en el solar del desaparecido Palacio de la Ilusión.
El Coliseum se inauguró el 10 de octubre de 1923 con La canción de París de Maurice Chevalier. En sus primeros años los propietarios cedieron la gestión a la Sociedad General de Espectáculos de Bilbao, representante en Barcelona de Seleccine, SA, que tenía la exclusividad en la distribución de Paramount Pictures. Posteriormente la sala fue dirigida por Casimiro Bori; tras la Guerra Civil (1939) pasó al productor Saturnino Ulargui; en 1941 a la empresa Cines y Espectáculos, de Gaspar Petit; y finalmente en 1958 se hizo cargo Pedro Balañá, fundador del Grupo Balaña.
El 17 de marzo de 1938, durante un bombardeo aéreo de la Guerra Civil, una bomba cayó sobre un camión cargado de explosivos que circulaba por la Gran Vía. La explosión, que dejó un gran número de víctimas mortales, causó graves daños materiales en el Coliseum y los edificios adyacentes.
En 2006 la sala fue reconvertida en teatro por los arquitectos del Grup Balaña, Enric i Robert Mir Teixidor MMASS Arquitectes.

## Características arquitectónicas
El edificio fue proyectado por Francesc Nebot en un estilo ecléctico, cercano al movimiento Beaux-Arts francés. Manuel Mujica Millán colaboró en el diseño de su estructura metálica y en la decoración participaron artesanos como Fernández Casals, Gonçal Batlle y Torra Pasan. Originalmente tenía 1.815 butacas; actualmente tiene capacidad para 1.689 personas.
La fachada monumental presenta un atrio de entrada con columnas pareadas de orden corintio, sobre el que se sitúa un gran arco triunfal que acoge un grupo escultórico alusivo a las musas, obra de Pere Ricart; coronan el edificio una gran cúpula central, diseñada por Valeri Corberó, flanqueada de dos torres de estilo neobarroco.

## Entidades con sede en el edificio

### FAD
El 1936 el Foment de les Arts Decoratives (FAD) estableció su sede en la cúpula del edificio, donde se mantuvo hasta 1971. Esta nueva sede fue inaugurada por Lluís Companys, presidente de la Generalidad de Cataluña. Contaba con dos pisos; el primero decorado con frescos de Evarist Móra. El segundo, usado como sala de exposiciones, era un espacio octogonal, rodeado de columnas, con decoración de Santiago Marco.
En 1951 el FAD organizó en este espacio el primer Salón del Hogar Moderno, posteriormente convertido en Expohogar. En 1960 el FAD cedió su espacio para albergar el primer proyecto de Museo de Arte Contemporáneo de Barcelona. 

### Club de Billar Barcelona
El sótano del Coliseum alberga la sede del Club Billar de Barcelona. Fundado en 1928, es el club de billar decano de España.

## Club Coliseum
El 31 de marzo de 1978, con la proyección de Valentino de Ken Russell, se inauguró una sala de cine anexa, con el nombre de Club Coliseum. Tenía acceso por el número 23 de la rambla de Cataluña y una única sala, con 762 localidades. Su diseño, obra de Antonio Bonamusa, interiorista de muchas de las salas del Grupo Balaña, fue finalista de los premios FAD.
El Grupo Balañá cerró el Club Coliseum el 31 de julio de 2014, tras la proyección de Dawn of the Planet of the Apes, alegando la falta de rentabilidad de la sala.